# Tasa de crecimiento demográfico
La tasa de crecimiento demográfico, en demografía y ecología, es la tasa o índice que expresa el crecimiento o la disminución de la población.

## Variables de la tasa de crecimiento
La tasa de crecimiento demográfico utiliza dos variables fundamentales: la entrada de población -número de nacimientos y número de inmigrantes- y la salida de población -número de muertes y emigrantes- en un periodo y lugar determinado. La tasa de crecimiento se obtiene restando el número de nacimientos e inmigraciones por el de muertes y migraciones.
- Tasa de crecimiento demográfico = (tasa de natalidad-tasa de mortalidad) + Saldo migratorio (Inmigraciones-emigraciones)

### Crecimiento positivo, negativo y crecimiento nulo de la población
Un ratio o tasa de crecimiento positiva indica que la población crece, mientras que una tasa de crecimiento demográfico negativa, (descenso demográfico) indica que se produce una descenso de la población. Una tasa nula de crecimiento demográfico o población constante indica que no hubo cambios en el número de personas en los dos tiempos, es decir no hubo diferencia neta entre los nacimientos más inmigración y muertes más emigración, aun cuando se hayan producido cambios en alguna variable que se han compensado con otras y se consigue una población en equilibrio.

## Expresión matemática de la tasa de crecimiento demográfico
La tasa de crecimiento demográfico puede expresarse bajo la siguiente fórmula:
{\displaystyle PGR={\frac {\ln(P(t_{2}))-\ln(P(t_{1}))}{(t_{2}-t_{1})}}}

### Expresión de la tasa de crecimiento de la población como porcentaje
La forma más común de expresar el crecimiento de la población es como porcentaje de crecimiento respecto al total del periodo tomado como inicial. 
{\displaystyle \mathrm {porcentaje\ crecimiento} =\mathrm {tasa|crecimiento} \times 100\%.}

## Evolución de la población mundial
La teoría de la transición demográfica puso de relieve los profundos cambios que se estaban produciendo en la población mundial desde el siglo XVIII hasta el final del régimen demográfico moderno caracterizado por una muy baja tasa de mortalidad y natalidad. La teoría de la segunda transición demográfica y de manera más específica la teoría de la revolución reproductiva predicen una posible estabilización de la población y e incluso un descenso de la misma manera.